# Choriner Musiksommer

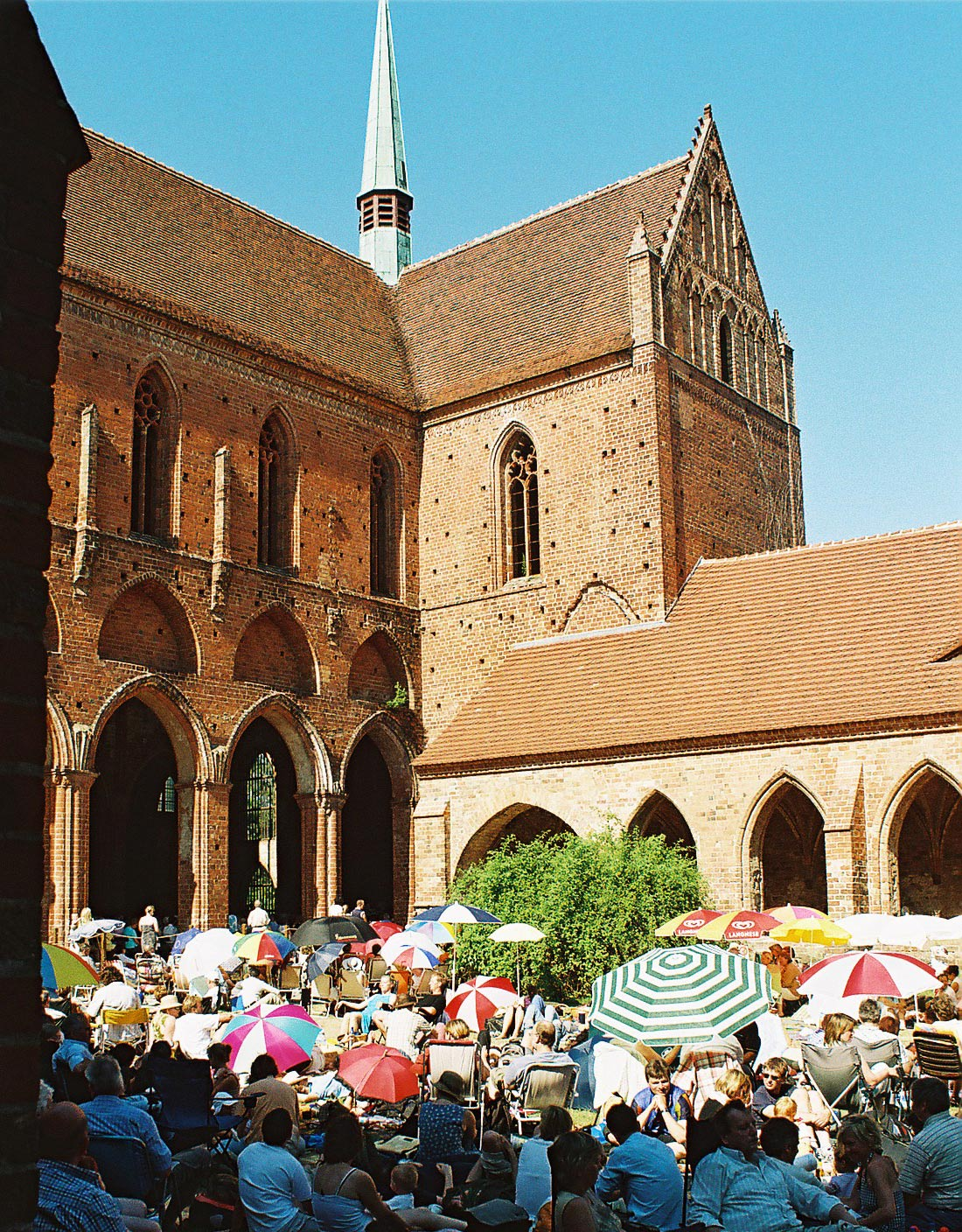
Choriner Musiksommer 2006

Der Choriner Musiksommer ist eine traditionsreiche Veranstaltungsreihe, in der Klosterruine Chorin in der Nähe von Chorin in Brandenburg.
Auf etwa 15 Konzerten wird hauptsächlich Musik des 17. bis 19. Jahrhunderts, also etwa von Antonio Vivaldi und Georg Friedrich Händel bis zu Edvard Grieg und Richard Wagner gespielt. Aber auch seltenere Stücke und Chormusik werden dargeboten.

## Geschichte
Das erste Konzert fand am 23. Mai 1964 statt, damals nicht als Versuch, eine Veranstaltungsreihe dieser Qualität zu gründen, sondern auf Initiative von Albert Richter als Kulturveranstaltung des Betriebes für die Mitarbeiter des Institutes für Forstwissenschaften in Eberswalde. Da die Klosterruine damals von der Forstverwaltung mit verwaltet wurde, kam der Veranstaltungsort zustande.
Genutzt wird das einseitig offene Kirchenschiff der Ruine und angrenzende Rasenflächen.
In den Jahren 1964 bis 1969 fand nur je ein Konzert mit etwa 600 Zuschauern statt. 1970 bis 1973 verdoppelten sich die Besucherzahlen pro Konzert und es fanden bereits vier Konzerte statt. Bald kamen 2.100 Personen pro Konzert, damit waren die Räumlichkeiten regelmäßig ausverkauft. In den Jahren 1974 bis 1989 gab es teils 13 Konzerte jährlich. Bis 1989 wurden 162 Konzerte mit insgesamt mehr als 300.000 Konzertbesuchern verzeichnet.
Nach der Wende 1989 ging die Organisation wegen der Auflösung des Instituts an den Verein „Choriner Musiksommer e. V.“ unter Leitung von Gunther Wolff (gest. 20. Februar 2013) über. Weiterhin fand man Sponsoren, um die Veranstaltung auch künftig finanziell abzusichern.
Der Veranstalter ist heute der „Choriner Musiksommer e. V.“, also ehrenamtlich tätige Personen, vielfach aus dem Umkreis des Forstinstitutes. Seit 2006 ist ihr Schirmherr Wolfgang Thierse. Die Veranstaltungen werden neben Eintrittsgeldern und Unterstützung des Landes Brandenburg durch Sponsoren finanziert.
Eine Ausnahme unter Open-Air-Veranstaltungen mit so langer Tradition ist, dass noch nie eine Veranstaltung wegen schlechter Witterung komplett abgesagt wurde.
Viele der bedeutendsten Solisten und Orchester Europas und aus Übersee waren bereits in Chorin und es gibt europaweit nur sehr wenige so hochkarätig besetzte Open-Air-Veranstaltungsreihen der klassischen Musik.
Bis 2005 besuchten etwa 650.000 Personen die Konzerte.